# Lackadaisy

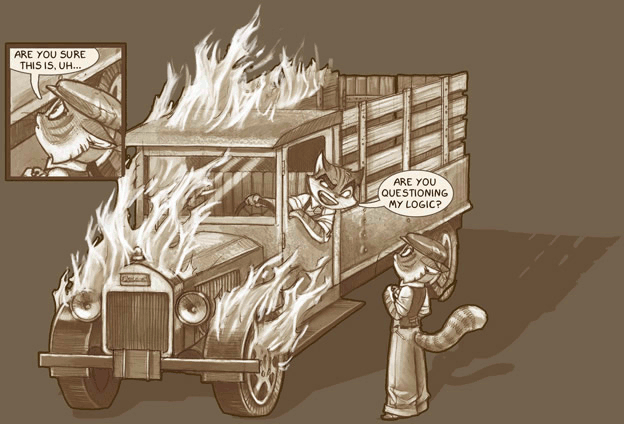
Rocky és Freckle a Lackadaisy 19. epizódjában

A Lackadaisy (vagy más néven Lackadaisy Cats) egy Tracy J. Butler által rajzolt internetes képregény, amely 2007-ben és 2008-ban több díjat is nyert a Web Cartoonists' Choice Awards (nyersfordításban: internetes képregényrajzolók közönségdíjasai) válogatásán. A képregény az amerikai szesztilalom idején, 1927-ben játszódik St. Louis-ban, szereplői antropomorf macskák. A történet a Lackadaisy fedőnevű illegális bár sorsáról mesél, miután alapítóját meggyilkolták.
A képregény rendkívül részletes rajzokkal dicsekedhet, a figurák stílusa a Walt Disney és Don Bluth rajzfilmjeire emlékeztet. A rajzok szépia-árnyalata a képregény lapjait az 1920-as évek elöregedett fényképeihez teszi hasonlatossá. Az első oldal 2006 júl. 19-én jelent meg, a folytatás rendszertelen; 2006-ban 26, 2007-ben 27, 2008 szeptember végéig 13 új oldallal bővült, 2010-ben nagyjából havonta folytatódott a történet.

## Történet
Amikor 1920-ban az országban életbe lép a szesztilalom, Atlas May cseppnyi étkezdéjét, a Little Daisy Café-t (Kicsiny Százszorszép Kávézó) a Lackadaisy néven futó sikeres, illegális bárt leplező kávézóvá alakítja. Az egyik helyi mészkőbarlang-hálózat bejáratánál fekvő bárba csak azok nyerhetnek belépést, akik egy treff alakú kitűzőt mutatnak fel.
Miután viszonylag könnyen jut illegális szeszhez, egyre több lesz a törzsvendég, az üzlet felvirágzik, a Lackadaisy fontos szervezetté válik.
1926-ban azonban Atlas titokzatos meggyilkolása után, a Little Daisy és a Lackadaisy vezetése az ifjú özvegy, Mitzi kezébe kerül. A vevőkör fokozatosan szűkül, mígnem a szervezet az összeomlás szélére kerül. Az alapító csapatból csak néhányan maradtak, ők azonban mindent megtesznek, hogy az üzlet fennmaradjon.

## Szereplők

### Főszereplők
- Atlas May a Little Daisy Café, következésképpen a Lackadaisy bárnak is alapítója. 1926-ban egy rivális szervezet tagjai meggyilkolják; a mendemondák szerint a gyilkossághoz özvegyének, Mitzinek is köze volt. Csak a bevezető oldalakon szerepel, a képregényben elsősorban a Little Daisy Café falain található fotókon és egy, a Mitzi irodájában levő festményen van jelen.
- Mitzi May Atlas özvegye és a szervezet jelenlegi vezetője. Új tulajdonosként szembe kell néznie a fogyó klientériával, a képességeit illető kételyekkel és a férje gyilkosságának árnyékával, amelyben a pletykák szerint bűnrészes lehetett. Egy rendíthetetlen nyugalmú éjjeli pillangó.
- Roark "Rocky" Rickaby a képregény főszereplője. Valaha a Lackadaisy jazz zenekarának hegedűse volt, a bár hanyatlása óta ő a gin és a whisky fő beszerzője. Mániákus személyisége van, amit időnként megszakít egy-egy másodperc meghökkentő tisztánlátás. Nagy tehetsége van a veszedelmes helyzetekből szabaduláshoz; ezt valószínűleg cirkuszi szabadulóművészként is hasznosította egy darabig, egy fénykép legalábbis így ábrázolja. Ez a tehetség ironikus ellentétben áll harci képességeivel, ezek leginkább a „nincsenek” szóval jellemezhetők. A karakterlapján nyurga testalkatúnak írják le, Viktor pedig izmait „spagettinek” nevezi. A lövészethez sem ért. Van egy meglehetősen feltűnő sebhely a bal fülén, ami az előzetes képregények szerint akkor keletkezett, amikor véletlenül meglőtte magát, míg Mitzit próbálta meggyőzni arról, hogy fegyvert hordhasson magánál.[5] Több utalást is találunk arra, hogy a Lackadaisy-ért végzett veszélyes munka nagy részét Mitzi iránti rokonszenve miatt csinálja, akiről azt mondja, sokat tett érte a múltban. Unokatestvére Szeplősnek, akit időről időre belerángat egy-egy ügyébe.
- Ivy Pepper Atlas keresztlánya, egyetemi hallgató, részmunkaidőben a Little Daisy pénztárosnője. Egy intelligens, de könnyelmű fiatal lány, tisztában van a bár földalatti működésével. Úgy tűnik, szeretetteljes kapcsolatot ápol Viktorral (aki jobban megtűri őt, mint bárki mást), és vonzódik Szeplőshöz. Úgy tűnik Ivy több fiút, aki megtetszett neki, meghívott a Lackadaisy-be.
- Viktor Vasko az Osztrák–Magyar Monarchiából vándorolt ki; erős szlovák akcentussal beszél és szemkötőt visel. Azelőtt alkoholcsempészként dolgozott a bárnak, de idősödő kora és a szakmai ártalmakból származó sérülések miatt áthelyezték kevésbé megerőltető fizikai munkakörbe (Rocky szerint nem hajlanak a térdei). Goromba és ijesztő személyisége ellenére most elsősorban csaposként működik. Régebben Mordecai és ő együtt dolgoztak. A róla készült fotók alapján katona volt az első világháborúban.
- Sedgewick "Wick" Sable egy ifjú vállalkozó, aki jelentős haszonra tett szert a helyi bányászatból és kőfejtésből. A Lackadaisy régi és gyakori törzsvendége, Mitzi új udvarlója. Üzleti tárgyalásokról gyakran csalja tehetős partnereit a Lackadaisy-be. Elbűvölő és barátságos természetű, bányászati ügyleteivel kapcsolatban határtalan lelkesedést mutat, ami az üzlettársakat gyakran gúnyos megjegyzésekre készteti, miszerint abnormálisan vonzódik a sziklákhoz. Úgy tűnik azonban, a magánéletében gondokkal küzd; késő éjjelekig dolgozik, a karakterlapja szerint valószínűleg alkoholista, és Mitzivel való kapcsolatát próbára teszi a hölgy kockázatos munkája és kétes hírneve, különös tekintettel a férje halálával kapcsolatos pletykákra.
- Nina McMurray Szeplős édesanyja és Rocky nagynénje. Hithű ír katolikus és szigorú nevelő, nem éppen elégedett a világ folyásával abban a korban, amikor a történet játszódik. Rocky gyakran bízza rá ruhái tisztántartását, amit ellenérzésekkel bár, de kötelességtudóan megtesz neki.
- Calvin "Szeplős" McMurray a képregény másik főszereplője, Nina kedves, félénk és kötelességtudó fiacskája, de úgy tűnik, meghökkentő hajlamokat rejteget. Édesapjáról egyelőre semmit nem tudni. Miután felvetődött pár pszichológiai probléma és személyiségzavar, erőfeszítései, hogy rendőrtisztté válhasson, kudarcot vallottak. Így hát Szeplős, néha nem éppen önszántából, elkíséri Rocky-t, unokatestvérét és gyermekkori játszótársát veszélyes útjaira. A képregény legutóbbi fejleményeiben úgy tűnik, jártasságot mutat a lőfegyverek használatában (pontosabban egy Thompson géppisztolyéban). A korábban említett pszichológiai zavarok nagy valószínűséggel arra a nemrég felfedett személyiségváltásra utalnak, ami akkor megy végbe rajta, amikor fegyvert kap a kezébe; ilyenkor őrült pszichopatává változik, ez pedig elborzasztja őt. Mostanában Ivy szerelmi célpontja lett. A „Szeplős” becenevet kisbabakorában kapta: Rocky úgy döntött, kopaszra borotválja az arcát (azon egyszerű oknál fogva, hogy Calvin túl kicsi volt ahhoz, hogy tiltakozzon), és a bunda alatt egyetlen szeplőt talált.[6]
- Serafine Savoy a rivális Marigold banda tagja és önjelölt vudu papnő, Nicodeme húga. Ő és Nicodeme is New Orleansből származnak, Cajun dialektusban beszélnek, némi tört francia akcentussal, így pl. olyan megszólításokat alkalmaznak, mint a 'cher'. Kedvenc fegyvere egy lefűrészelt végű Browning golyószóró. Amikor St. Louis-ba érkeztek, egy kisebb csempésztársulatnak kezdtek dolgozni, gyakran erősen megnehezítve a többi helyi csempész szervezet működését, ahogy elorozták a folyón érkező rakományokat. A Marigold bandát viszont olyannyira lenyűgözték képességeikkel, hogy úgy döntöttek, felfogadják őket maguknak. Ez a két macska könyörtelen bérgyilkos, némi szadista beütéssel.
- Nicodeme "Nico" Savoy Serafine nihilista bátyja, a Marigold banda tagja. Termetes és hidegvérű hajdani bokszoló.
- Mordecai Heller a Lackadaisy régi szép napjaiban Atlas May-nek dolgozott. Most a Marigold banda tagja, általában Nico-val és Serafine-nal egy csapatban. Rendkívül elegáns és precíz szociopata bérgyilkos, egy hivatalos könyvelő modorával megáldva. Mordecai képtelenül alkalmatlan a társasági életre, ahogy azt a Savoy testvérekkel, illetve a visszatekintésekben Viktorral való viselkedéséből kiderül. A nevéből úgy tűnik, zsidó származású, Tracy ezt meg is erősítette.[7]
- Dorian "Zib" Zibowski a Lackadaisy jazz zenekarának vezetője és szaxofonosa. Cinikus, Rocky bolondériáival szemben viszont elnéző.
- A disznótenyésztők, azaz Avril, Emery és Avery farmja illegális szeszfőzde is egyben, amely St. Louis-n kívül működik. Úgy tűnik, folyamatosan balhéba keverednek Rocky-val. A Marigold banda náluk szabadul meg a holttestektől, ezeket a disznókkal etetik meg. Miután a farm és a főzde Rocky (és Szeplős) megtorló akciója során porig égett, földönfutóvá váltak, és bosszúra szomjaztak. Szeplős valamennyiüket megölte, amikor megtámadták a Lackadaisy-t.

### Mellékszereplők
- Horatio (valószínűleg) kukta volt valaha, jelenleg a Lackadaisy portása. Tetszik neki a szmoking.
- Kehoe Kapitány egy morcos és szűkszavú csempész, szerepe még nem teljesen tisztázott.
- Lacy Hardt Sedgewick türelmes és támogató személyi titkárnője.
- Benjy Jessup a három farmer jóbarátja, aki időnként kölcsönadja nekik teherautóját mindenféle „alkalmi munkára”. Fejfedője nagy mértékben emlékeztet a Konföderációs Államok katonáinak sapkájára, úgy tűnik, egyik őse a konföderációsok oldalán harcolt az amerikai polgárháborúban. A farmerek támadásakor Viktor megölte őt.
- Asa Sweet a Lackadaisy legfőbb riválisának, a Marigold bandának tagja és láthatólag vezetője is. Úgy tűnik, ő és Atlas jól ismerték egymást az utóbbi halála előtt.[8] A párbeszéd szerint 'éjszakai igazgató' a címe, de ez persze valószínűleg szépítő kifejezés. Jó kedélyű, nagyapó-szerű még olyankor is, amikor beosztottjainak gyilkosságra ad ki parancsot.
- Mr. Church. Azon idősödő üzletemberek közül való, akiket Wick a Lackadaisy-be próbált csábítani. Epés megjegyzései vannak, meglehetősen kétkedő a Lackadaisy jövőjét illetően.

## Díjazások
2007-ben a Lackadaisy Web Cartoonists' Choice Awards minden kategóriáját megnyerte, amiben nevezték.
- Outstanding Newcomer (kiemelkedő kezdő)
- Outstanding Artist (kiemelkedő grafikus)
- Outstanding Character Rendering (kiemelkedő szereplőgárda)
- Outstanding Anthropomorphic Comic (kiemelkedő antropomorf képregény)
- Szintén 2007-ben: Ursa Major Awards, Best Anthropomorphic Comic Strip (a legjobb antropomorf képsor)  – nevezés[9]

2008-ban:
- Outstanding Artist (kiemelkedő grafikus)
- Outstanding Black and White Art (kiemelkedő fekete-fehér grafika)
- Outstanding Character Rendering (kiemelkedő szereplőgárda)
- Outstanding Character Writing (kiemelkedő dialógus, csak nevezés)
- Outstanding Website Design (kiemelkedő weblap design)[1]

## Kiadványok
2008-ban Olaszországban a ReNoir Comics nyomtatásban is kiadta a Lackadaisy első kötetét.
2009. március 19-én a 4th Dimension Entertainment kiadott egy angol változatot (sorszám: ISBN 9780981959900).

## Hatása
A  Lackadaisy grafikája befolyást gyakorolt más internetes képregényekre, mint pl. Joe England Zebra Girl című alkotása, és Phil Foglio Girl Genius című képregényében is megemlítették.

## Fordítás
- Ez a szócikk részben vagy egészben a Lackadaisy című angol Wikipédia-szócikk ezen változatának fordításán alapul.  Az eredeti cikk szerkesztőit annak laptörténete sorolja fel. Ez a jelzés csupán a megfogalmazás eredetét és a szerzői jogokat jelzi, nem szolgál a cikkben szereplő információk forrásmegjelöléseként.

## Külső hivatkozások
- Lackadaisy (Russian version)
- Tracy Butler's webgalériája a Foxprints-nél
- Tracy Butler's galériája deviantART-on
- Web Cartoonists' Choice Awards 2007 Archiválva 2007. augusztus 15-i dátummal a Wayback Machine-ben
- Lackadaisy art on the cover of the Turkish Photoshop magazine. Photoshop Magazin, 2009. augusztus 1. [2010. december 13-i dátummal az eredetiből archiválva]. (Hozzáférés: 2010. szeptember 19.)